# Mart Siimann
Mart Siimann (Kilingi-Nõmme, 21 settembre 1946) è un politico estone, Primo ministro tra il 1997 e il 1999.

## Biografia
Studiò all'Università di Tartu dal 1965 al 1971, quando si laureò in Psicologia. Dal 1989 al 1992 è stato presidente dell'Eesti Televisioon, l'emittente televisiva pubblica dell'Estonia e in seguito (1992-1995) dirigente della Advertising Television Co.

## La carriera politica
Membro del Riigikogu (il Parlamento estone) dal 1995 al 1997, il 17 marzo 1997 divenne Primo ministro per il Partito della Coalizione Estone (Eesti Koonderakond), un partito di centrosinistra. Rimase in carica fino al 25 marzo 1999. Da quell'anno al 2003 sedette nuovamente in Parlamento. Dal 2001 è presidente del Comitato olimpico estone.